# Grã-Bretanha nos Jogos Olímpicos de Verão de 1960
O Reino Unido da Grã-Bretanha e Irlanda do Norte competiram como Grã-Bretanha nos Jogos Olímpicos de Verão de 1960 em Roma,Itália.Nos Jogos,os britâncios conquistaram duas medalhas de ouro e ficaram com o 12º lugar no ranking geral.